# Фелікс Мендель
Фелікс Мендель (нім. Felix Mendel, 2 березня 1862, Ессен, Німецький союз — 19 грудня 1925) — німецький лікар, відомий першим описом внутрішньошкірної туберкулінової реакції для діагностики туберкульозу, відомої тепер більше як проба Манту.

## Життєпис
Фелікс Мендель народився у Ессені. Учився медицини у Бонні, Фрайбургу, Берліні, та Марбургу. Закінчив Лейпцизький університет у 1884 році. Помер під час подорожі у 1925 році.

## Внесок у медицину
Мендель перший описав реакцію на внутрішньошкірне введення туберкуліну. Проте пробу пізніше названо на честь французького лікаря Шарля Манту.